# 8 juin
Pour les articles homonymes, voir Huit-Juin.
8 mai 8 juillet
Chronologies thématiques
- Croisades
- Ferroviaires
- Sports
- Disney
- Anarchisme
- Catholicisme

Abréviations / Voir aussi
- (° 1852) = né en 1852
- († 1885) = mort en 1885
- a.s. = calendrier julien
- n.s. = calendrier grégorien
- Calendrier
- Calendrier perpétuel
- Liste de calendriers
- Naissances du jour

Le 8 juin est le 159e jour, moins souvent le 160e, de l'année du calendrier grégorien ; il en reste ensuite 206.
Son équivalent était généralement le 20 prairial du calendrier républicain ou révolutionnaire français, officiellement dénommé jour de la fourche.

## Événements

### Iersiècle
- 68 : Galba est proclamé empereur par le Sénat romain, comme successeur de Néron qui quant à lui meurt le lendemain 9 juin.

### IIIesiècle
- 218 : l'empereur Elagabal et des légions syriennes défont l'armée de Macrinus qui prend la fuite mais sera capturé aux alentours de Chalcédoine puis exécuté en Cappadoce (bataille d'Antioche).

### VIIIesiècle
- 793 : le monastère de Lindisfarne est pillé par les Vikings, c'est le plus ancien raid viking, relaté dans la Chronique anglo-saxonne.

### XIesiècle
- 1042 : Édouard le Confesseur devient roi des Anglo-Saxons.

### XIIIesiècle
- 1288 : Sanche IV de Castille fait exécuter Lope Diaz III de Haro à Alfaro.

### XVIesiècle
- 1509 : Pise est reconquise par Florence.

### XVIIesiècle
- 1637 : parution du Discours de la méthode, de René Descartes, à La Haye.

### XVIIIesiècle
- 1758 : début du siège de Louisbourg.
- 1776 : bataille de Trois-Rivières lors de la guerre d'indépendance des États-Unis.
- 1783 : éruption du volcan islandais Laki, la plus importante éruption lavique des temps historiques[1] : huit mois d'éruptions continues, entraînant la mort d'environ 9 000 personnes, et dont les répercussions climatiques conduiront à une disette mondiale, en partie responsable des révoltes à venir.
- 1793 : bataille de Montreuil-Bellay pendant la guerre de Vendée.
- 1794 : fête de l'Être suprême (20 prairial an II).

### XIXesiècle
- 1815 : création de la Confédération germanique.
- 1862 : bataille de Cross Keys, lors de la guerre de Sécession. Les troupes confédérées du général Jackson sauvent l'armée de Virginie du Nord de l'assaut des troupes unionistes du général McClellan, dans la péninsule de Virginie.
- 1867 : François-Joseph Ier d'Autriche et Sissi sont couronnés roi et reine de Hongrie, concrétisant le compromis austro-hongrois (österreichisch-ungarischer Ausgleich, en allemand ; kiegyezés, en hongrois).

### XXesiècle
- 1928 : au cours de l'expédition du Nord, l'Armée nationale révolutionnaire pénètre dans Pékin.
- 1940 : les Alliés quittent la Norvège (opération Alphabet).
- 1941 : début de la campagne de Syrie, lors de la Seconde Guerre mondiale.
- 1990 : premières élections législatives libres en Tchécoslovaquie depuis 1945[2].
- 1992 : investiture du président malien Alpha Oumar Konaré.

### XXIesiècle
- 2001 : Massacre de l'école d'Ikeda, au total, huit élèves sont tuées, quinze autres seront grièvement blessés dans une attaque au couteau qui a duré plusieurs minutes.
- 2002 : investiture du président malien Amadou Toumani Touré.
- 2010 : démission du Premier ministre du Japon, Yukio Hatoyama ; Naoto Kan devient le nouveau premier ministre.
- 2013 : en Suède, mariage de Madeleine de Suède et de Christopher O'Neill.
- 2017 : au Royaume-Uni, progression du Parti travailliste lors d’élections législatives anticipées, ce qui prive le Parti conservateur de sa majorité absolue.
- 2018 : au Canada, début du sommet annuel du G7, qui se tient au Manoir Richelieu, à La Malbaie, dans la région de Charlevoix, au Québec.
- 2020 : au Burundi, mort en fonction du président de la république, Pierre Nkurunziza à l'âge de 55 ans[3].

## Arts, culture et religion
- 1787 : la dispute de Baden (de) consacre la division de la Confédération des XIII cantons entre catholiques et protestants[4].
- 1949 : publication à Londres du roman 1984 de George Orwell.
- 2004 : dépôt solennel du cœur du jeune roi non régnant de France Louis XVII en la crypte de la basilique Saint-Denis sous l'oraison funèbre de l'abbé Chanut[5].

## Sciences et techniques

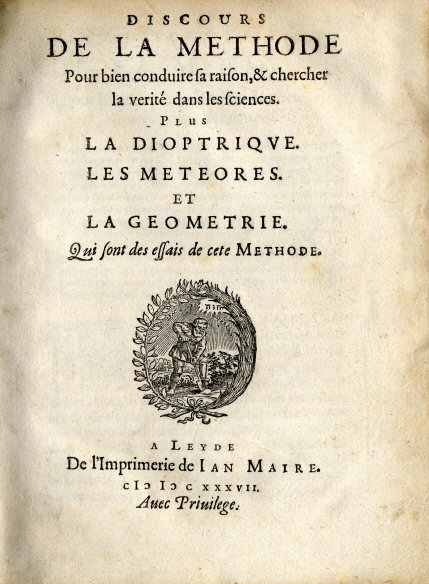
Discours de la Méthode cartésien(ne)

- 1637 : publication à La Haye du Discours de la méthode de René Descartes (couverture ou l'une des premières pages originales ci-contre).
- 1887 : Herman Hollerith dépose le brevet de sa machine à statistiques à cartes perforées.
- 1921 : vol inaugural du zeppelin LZ 121 (de).
- 1948 : sortie de la Porsche 356 no 1, première voiture de sport développée et produite par Porsche.
- 1959 : premier vol du North American X-15, l'avion avec pilote le plus rapide du monde.
- 1975 : lancement de la sonde spatiale soviétique Venera 9.
- 1995 : Rasmus Lerdorf publie la première version de son langage de scripts libre PHP.
- 2004 : transit de Vénus.
- 2007 : lancement de la navette spatiale américaine Atlantis pour la mission STS-117.
- 2016 : proposition par l'Union internationale de chimie pure et appliquée (UICPA) des noms anglais nihonium (Nh), moscovium (Mc), tennessine (Ts) (qui donnera « tennesse » en français) et oganesson (Og) pour les éléments chimiques numéros 113, 115, 117 et 118[6].
- 2021 : l'océan Austral est reconnu comme le cinquième océan de la Terre par la National Geographic Society[7].

## Économie et société
- 1912 :
  - Carl Laemmle revend sa compagnie Independent Motion Picture Company pour constituer Universal Pictures.
  - Naufrage du sous-marin français Vendémiaire (Q59) à la suite d'une collision.
- 1967 : incident du USS Liberty lors de la guerre des six jours (34 morts et 171 blessés).
- 1972 : Nick Ut prend la photo de Kim Phuc, jeune fille grièvement brûlée au napalm lors de la Guerre du Viêt Nam, photo qui lui vaudra le prix Pulitzer et qui générera un électrochoc de prise de conscience dans l'opinion internationale.
- 2008 : massacre d'Akihabara à Tokyo.
- 2016 : un attentat dans un café de Tel Aviv cause 4 morts et 11 blessés.

## Naissances

### XVIesiècle
- 1508 (ou 19 juin de l'ancien calendrier julien voire grégorien) : Primož Trubar, réformateur protestant carnolien, fondateur et premier superintendant de l'Église protestante de Slovénie, unificateur de la langue slovène et auteur du premier livre imprimé en slovène († 28 juin 1586 et voir "Célébrations" ci-après).

### XVIIesiècle
- 1625 : Giovanni Domenico Cassini, astronome et ingénieur savoisien naturalisé français (Jean Dominique Cassin) en 1673, premier directeur de l'Observatoire de Paris († 14 septembre 1712).
- 1671 : Tomaso Albinoni, compositeur italien († 17 janvier 1751).

### XVIIIesiècle
- 1722 : Louis de Chénier, diplomate et homme de lettres français († 15 mai 1796).
- 1724 : John Smeaton, ingénieur britannique († 28 octobre 1792).
- 1730 : Dominique Chaix, botaniste et prêtre français († 21 juillet 1799).
- 1753 : Nicolas Dalayrac, compositeur français († 27 novembre 1809).
- 1757 : Ercole Consalvi, prélat italien († 24 janvier 1824).
- 1772 : Robert Stevenson, ingénieur britannique († 12 juillet 1850).
- 1784 : Marie-Antoine Carême, pâtissier français († 12 janvier 1833).
- 1800 : Emmanuel Pons de Las Cases, homme politique français († 8 juillet 1854).

### XIXesiècle
- 1802 : Philémont de Bagenrieux de Lanquesaint, homme politique belge († 25 août 1870).
- 1810 : Robert Schumann, compositeur allemand († 29 juillet 1856).
- 1817 : Théodore Ballu, architecte français († 22 mai 1885).
- 1825 : Charles Chaplin, peintre et graveur français († 30 janvier 1891).
- 1829 : John Everett Millais, peintre britannique († 13 août 1896).
- 1837 : Ivan Kramskoï, peintre et critique d'art russe († 5 avril 1887).
- 1851 : Arsène d'Arsonval, physicien et inventeur français († 31 décembre 1940).
- 1854 : Félix Despagnet, ophtalmologue français († 11 août 1902).
- 1867 : Frank Lloyd Wright, architecte américain († 9 avril 1959).
- 1872 :
  - Jean François De Boever, peintre belge († 23 mai 1949).
  - Francesco Morano, prélat italien († 12 juillet 1968).
- 1878 : Yvonne Prévost, joueuse de tennis française († 3 mars 1942).
- 1893 : Gaby Morlay, actrice française († 4 juillet 1964).
- 1897 : Médard Bourgault, sculpteur québécois († 21 septembre 1967).
- 1899 : Eugène Lapierre, compositeur québécois († 21 octobre 1970).

### XXesiècle
- 1902 : Jean Marchat, acteur français († 2 octobre 1966).
- 1903 : Marguerite Yourcenar, femme de lettres et historiquement première femme académicienne française († 17 décembre 1987).
- 1904 : Alice Rahon, poétesse et peintre française († ? 1987).
- 1912 :
  - Maurice Bellemare, homme politique québécois († 15 juin 1989).
  - Wilhelmina Barns-Graham, artiste britannique († 26 janvier 2004)
  - Roger Michelot, boxeur français, champion olympique en 1936 († 19 mars 1993)
- 1913 : Max Guedj, aviateur français, compagnon de la Libération († 15 janvier 1945).
- 1914 : Joseph DePietro, haltérophile américain, champion olympique († 19 mars 1999)
- 1916 : Luigi Comencini, réalisateur italien († 6 avril 2007).
- 1917 : Jacques Labrecque, chanteur et folkloriste québécois († 18 mars 1995).
- 1918 : 
  - Robert Preston, acteur américain († 21 mars 1987).
  - Lillian Ross, journaliste et autrice américaine († 20 septembre 2017).
- 1921 :
  - Alexis Smith, actrice canadienne († 9 juin 1993).
  - Haji Mohammad Suharto, général et homme politique indonésien, président de 1967 à 1998 († 27 janvier 2008).
- 1924 : 
  - Sheldon Allman, acteur, compositeur et scénariste américain († 22 janvier 2002).
  - Jean Levavasseur, escrimeur français, médaillé olympique († 10 février 1999).
- 1925 :
  - Barbara Pierce, épouse de George H. W. Bush, première dame des États-Unis († 17 avril 2018).
  - Philippe Castelli, acteur français († 16 avril 2006).
  - Claude Estier, journaliste et homme politique français († 10 mars 2016).
  - Jean Renaudie, architecte et urbaniste français († 13 octobre 1981).
- 1927 : 
  - Jerry Stiller (Gerald Isaac Stiller dit), acteur, humoriste et scénariste américain († 11 mai 2020).
  - Wiktor Woroszylski, écrivain polonais († 13 septembre 1996).
- 1928 : Emmanuel Poulle, historien français académicien ès inscriptions et belles-lettres († 1er août 2011).
- 1930 :
  - Marcel Léger, homme politique québécois († 5 février 1993).
  - Dominique Wilms (Claudine Maria Célina Wilmes dite), actrice belge.
- 1931 :
  - James Goldstone, réalisateur et producteur américain († 5 novembre 1999).
  - Dana Wynter, actrice américaine d’origine allemande († 5 mai 2011).
- 1932 : 
  - Maurice Barrier, acteur et chanteur français († 12 avril 2020).
  - Victor Désy, acteur canadien († 5 août 2017).
- 1933 :
  - Jeannine Dion-Guérin, femme de lettres, poète, comédienne, conférencière, animatrice de radio française.
  - Joan Rivers, actrice et animatrice américaine († 4 septembre 2014).
- 1934 : Ragnar Skanåker, tireur sportif suédois, champion olympique.
- 1936 : James Darren, chanteur et acteur américain.
- 1937 : 
  - Bruce McCandless II, astronaute américain († 21 décembre 2017).
  - Jean-Luc Parodi, politologue français († 21 janvier 2022).
- 1938 : Angelo Amato, cardinal italien († 31 décembre 2024).
- 1939 :
  - Herb Adderley, joueur américain de football américain († 30 octobre 2020).
  - Rita Lafontaine, actrice québécoise († 4 avril 2016).
- 1940 : Nancy Sinatra, chanteuse et actrice américaine.
- 1941 : 
  - George Pell, prélat australien.
  - Zygmunt Smalcerz, hatérophile polonais, champion olympique.
- 1942 : Chuck Negron (en), chanteur et compositeur américain du groupe Three Dog Night.
- 1943 :
  - Colin Baker, acteur anglais.
  - William Calley, officier de l’armée américaine responsable du massacre de Mỹ Lai.
  - Pierre-André Fournier, évêque catholique québécois († 10 janvier 2015).
  - Willie Davenport, athlète américain spécialiste du 110 m haies († 17 juin 2002).
- 1944 :
  - Mark Belanger, joueur de baseball américain († 6 octobre 1998).
  - Marc Ouellet, prélat canadien.
  - Babik Reinhardt, guitariste de jazz français († 13 novembre 2001).
  - Boz Scaggs, chanteur, guitariste et compositeur américain.
- 1946 :
  - Daniel Boisserie, homme politique français.
  - Piotr Fronczewski, chanteur et acteur polonais.
- 1947 : 
  - Didier Schuller, haut-fonctionnaire puis homme politique français.
  - Julie Driscoll, chanteuse britannique.
- 1949 : 
  - Emanuel Ax, pianiste de concert américain d’origine polonaise.
  - Hildegard Falck, athlète représentant la RDA, championne olympique du 800 m.
  - Nikolay Balboshin, lutteur soviétique, champion olympique et du monde.
- 1951 : Bonnie Tyler, chanteuse britannique.
- 1954 : 
  - Soumeylou Boubèye Maïga, homme d'État malien
  - Jochen Schümann, marin allemand, champion olympique.
- 1955 :
  - Tim Berners-Lee, physicien et informaticien britannique, principal inventeur du World Wide Web
  - Griffin Dunne, acteur, réalisateur et producteur américain.
  - Valérie Mairesse, actrice française.
- 1958 : Keenen Ivory Wayans, réalisateur, scénariste, producteur et acteur américain.
- 1960 :
  - Mick Hucknall, chanteur et compositeur britannique simply red.
  - Agnès Soral, actrice française.
- 1962 :
  - Éric Champ, joueur de rugby à XV français.
  - John Gibbons, joueur et gérant de baseball américain.
  - Nick Rhodes, musicien anglais du groupe Duran Duran.
- 1963 : Kéti Garbí, chanteuse grecque.
- 1964 : 
  - Harry Butch Reynolds, athlète américain spécialiste du 400 m, champion olympique.
  - Kim Kwang-sun, boxeur sud-coréen, champion olympique.
- 1965 :
  - Stanley G. Love, astronaute américain.
  - Rob Pilatus, mannequin et chanteur allemand du groupe Milli Vanilli († 2 avril 1998).
- 1966 : Julianna Margulies, actrice américaine.
- 1968 : Torsten Gutsche, kayakiste allemand, triple champion olympique.
- 1969 : Gaël Nicol, musicien français
- 1971 : Elena Bryukhovets, joueuse de tennis ukrainienne.
- 1973 : Bryant Reeves, basketteur américain.
- 1974 : 
  - Maxim Gaudette, acteur québécois.
  - Lauren Burns, taekwondoïste australienne, championne olympique.
- 1975 : 
  - Sarah Abitbol, patineuse artistique française.
  - Bryan McCabe, joueur de hockey sur glace canadien.
- 1976 : Lindsay Davenport, joueuse de tennis américaine.
- 1977 : Kanye West, chanteur américain.
- 1979 : 
  - Marc Leuenberger, hockeyeur sur glace suisse.
  - Toifilou Maoulida, footballeur français.
- 1980 : Sonia Bompastor, footballeuse puis entraîneuse française.
- 1981 :
  - Alex Band, musicien américain, meneur du groupe The Calling.
  - Pär Sundström, bassiste suédois.
- 1982 :
  - Mike Cammalleri, joueur de hockey sur glace canadien.
  - Nadia Petrova, joueuse de tennis russe.
- 1983 :
  - Kim Clijsters, joueuse de tennis belge.
  - Nizar Knioua, basketteur tunisien.
- 1984 :
  - Andrea Casiraghi, prince de Monaco.
  - Torrey DeVitto, actrice américaine.
  - Javier Mascherano, footballeur argentin.
  - Maxi Pereira, footballeur uruguayen.
- 1985 : Alexandre Despatie, plongeur québécois.
- 1986 : Andrej Sekera, joueur de hockey sur glace slovaque.
- 1988 :
  - Lisa Brennauer, cycliste sur route allemande.
  - Kamil Grosicki, footballeur polonais.
  - Diane-Annie Tjomb, écrivaine camerounaise.
- 1989 : Timea Bacsinszky, joueuse de tennis suisse.
- 1995 : Luke et Pat McCormack, boxeurs britanniques.
- 1997 : Jeļena Ostapenko, joueuse de tennis lettone.
- 1999 : Anfernee Simons, basketteur américain.

### XXIesiècle
- 2003 : Eldin Dzogovic, footballeur international luxembourgeois
- 2004 : Francesca Capaldi, actrice américaine.

## Décès

### VIesiècle
- 545 : Médard de Noyon (Medardus en latin, devenu saint Médard, saint Mard voire saint Merd ci-après), évêque catholique picard de Noyon canonisé saint post mortem et ainsi célébré le 8 juin date de sa mort (c.à.d. de sa naissance au ciel) à l'origine de dictons comme plus loin (° 456 sur terre).

### VIIesiècle
- 632 : Mahomet, fondateur de l'Islam (° vers 570).

### XIesiècle
- 1042 : Knut III de Danemark, roi d'Angleterre et de Danemark (° 1018 ou 1019).

### XIIIesiècle
- 1376 : Édouard de Woodstock (dit « le Prince Noir »), prince de Galles (° 15 juin 1330).

### XVesiècle
- 1409 : Guy de Roye, prélat français (° vers 1340).

### XVIIesiècle
- 1675 : John Jonston, médecin polonais (° 3 septembre 1603).

### XVIIIesiècle
- 1716 : Jean-Guillaume de Neubourg-Wittelsbach, prince-électeur du Palatinat (° 19 avril 1658).
- 1768 : Johann Joachim Winckelmann, archéologue, antiquaire et historien de l’art allemand (° 9 décembre 1717).
- 1794 : Gottfried August Bürger, poète allemand (° 1er janvier 1748).
- 1795 (date officielle) : Louis XVII, duc de Normandie, dauphin de France, puis prince royal de 1791 à 1792 (° 27 mars 1785).

### XIXesiècle
- 1801 : « Perrucho » (Francisco García dit), matador espagnol (° 1745).
- 1809 : Thomas Paine, écrivain britannique (° 29 janvier 1737).
- 1831 : Sarah Siddons, actrice britannique (° 5 juillet 1755).
- 1845 : Andrew Jackson, septième président des États-Unis, ayant exercé de 1829 à 1837 (° 15 mars 1767).
- 1846 : Rodolphe Töpffer, écrivain et auteur de bande dessinée suisse (° 31 janvier 1799).
- 1876 : George Sand, femme de lettres française (° 1er juillet 1804).
- 1885 : Ignace Bourget, évêque québécois (° 30 octobre 1799).
- 1886 : 
  - Louis Dein, homme politique français (° 28 mars 1819).
  - Louis de Bourbon-Siciles, prince des Deux-Siciles (° 1er août 1838).
  - Constantin Mils, peintre français (° 27 décembre 1816).
- 1896 : Jules Simon, philosophe et homme d'État français, président du Conseil des ministres français et ministre de l'Intérieur de décembre 1876 à mai 1877 (° 27 décembre 1814).
- 1899 : sœur Marie du Divin Cœur Droste zu Vischering, bienheureuse, noble allemande et religieuse du Bon-Pasteur (° 8 septembre 1863).

### XXesiècle
- 1905 : Léopold de Hohenzollern-Sigmaringen, prince allemand (° 22 septembre 1835).
- 1911 : Coralie Adélaïde de La Hault, vicomtesse du Toict (° 6 décembre 1829).
- 1932 : Margaret Nevinson, écrivaine et militante suffragiste britannique (° 11 janvier 1858).
- 1945 : Robert Desnos, poète français (° 4 juillet 1900).
- 1947 : Amélie Zurcher, femme d'affaires française (° 27 août 1858).
- 1951 : Eugène Fiset, militaire et homme politique québécois, 18e lieutenant-gouverneur du Québec, ayant exercé de 1939 à 1950 (° 15 mars 1874).
- 1959 : Jean de La Varende, écrivain français (° 24 mai 1887).
- 1963 : Gaston Ramon, vétérinaire et biologiste français (° 30 septembre 1886).
- 1966 : Joseph A. Walker, astronaute américain (° 20 février 1921).
- 1969 : Robert Taylor, acteur américain (° 5 août 1911).
- 1970 : Abraham Maslow, psychologue américain (° 1er avril 1908).
- 1981 : Lydia Lopokova, danseuse étoile russe, veuve de John Maynard Keynes (° 21 octobre 1892).
- 1982 :
  - Georges Cazenave, enseignant et poète français.
  - Satchel Paige, joueur de baseball américain (° 7 juillet 1906).
  - Jean Wiener, compositeur français (° 19 mars 1896).
- 1986 : Lizette Gervais, animatrice québécoise de radio et de télévision (° 3 juin 1932).
- 1989 : Albert Spaggiari, malfaiteur français (°14 décembre 1932).
- 1993 : René Bousquet, haut fonctionnaire français, secrétaire général de la police du régime de Vichy (° 11 mai 1909).
- 1996 : Phyllis Stedman, femme politique britannique (° 14 juillet 1916).
- 1997 :
  - André Harris, journaliste, réalisateur, scénariste et producteur de cinéma français (° 13 juillet 1933).
  - Amos Tutuola, écrivain nigérian (° 20 juin 1920).
- 1998 :
  - Sani Abacha, militaire nigérian, chef d'État de 1993 à sa mort (° 20 septembre 1943).
  - Jean-Émile Charon, physicien et philosophe français (° 25 février 1920).
  - Maria Reiche, archéologue allemande (° 15 mai 1903).
  - Larissa Youdina, journaliste soviétique puis russe (° 22 octobre 1945).
- 2000 : Lucy Cranwell, botaniste néo-zélandaise (° 7 août 1907).

### XXIesiècle
- 2001 : Lucien Lauk, cycliste sur route français (° 27 juin 1911).
- 2004 : Mack Jones, joueur de baseball américain (° 6 novembre 1938).
- 2006 :
  - Robert Donner, acteur américain (° 27 avril 1931).
  - Jack Jackson, auteur et éditeur de bandes dessinées américain (° 15 mai 1941).
  - Matta el Maskine, moine copte (° 20 septembre 1917).
  - Peter Smithers, homme politique britannique (° 9 décembre 1913).
- 2007 :
  - Aden Abdullah Osman Daar, homme d'État somalien (° 9 décembre 1908).
  - Pierre Jallatte, chef d'entreprise français (° 25 juin 1918).
  - Hideo Kanze, acteur et metteur en scène japonais (° 3 août 1927).
  - Tony Roman, chanteur, producteur et scénariste québécois (° 1er août 1942).
  - Richard Rorty, philosophe américain (° 4 octobre 1931).
- 2008 : Šaban Bajramović, musicien serbe (° 16 avril 1936).
- 2009 :
  - François Ascher, urbaniste et sociologue français (° 26 novembre 1946).
  - Omar Bongo Ondimba, président du Gabon de 1967 à sa mort (° 30 décembre 1935).
  - Sheila Finestone, femme politique canadienne (° 28 janvier 1927).
  - Nathan Marsters, hockeyeur sur glace canadien (° 28 janvier 1980).
- 2010 : 
  - Crispian St. Peters (en), chanteur et compositeur anglais (° 5 avril 1939).
  - Andréas Voutsinás, acteur, metteur en scène de théâtre et professeur d'art dramatique grec (° 22 août 1932).
- 2011 : Franck Fernandel (Franck Gérard Ignace Contandin dit), acteur et chanteur français (° 10 décembre 1935).
- 2012 : 
  - Frank Cady, acteur américain (° 8 septembre 1915).
  - Robert Galley, homme politique français (° 11 janvier 1921).
- 2013 : Paul Cellucci, homme politique et diplomate américain (° 24 avril 1948).
- 2015 :
  - Chea Sim, homme politique cambodgien, président du Conseil d'État, du Sénat et de l'Assemblée nationale (° 15 novembre 1932).
  - Carmen de Tommaso, couturière et mécène française, fondatrice de la maison Carven (° 31 août 1909).
- 2016 :
  - Pierre Aubert, homme politique suisse (° 3 mars 1927).
  - Stephen Keshi, footballeur puis entraîneur nigérian (° 31 janvier 1962).
  - Qahhor Mahkamov, homme politique tadjik, 1er président du Tadjikistan (° 16 avril 1932).
  - Marina Malfatti, actrice italienne (° 25 avril 1933).
  - Maurice Pons, écrivain, romancier et nouvelliste français (° 14 septembre 1927).
- 2017 :
  - Samir Azar, homme politique libanais (° 10 octobre 1939).
  - Miguel d'Escoto Brockmann, diplomate et prêtre nicaraguayen (° 5 février 1933).
  - Lydie Dupuy, femme politique française (° 25 novembre 1924).
  - Glenne Headly, actrice américaine (° 13 mars 1955).
  - Ndary Lô, sculpteur-plasticien sénégalais (° 1961).
  - Sam Panopoulos, cuisinier et homme d'affaires canadien (° 20 août 1934).
  - Ernesto Puentes, musicien de latin-jazz, de salsa, de variété française cubain (° 7 novembre 1928).
- 2018 : 
  - Per Ahlmark, écrivain et homme politique suédois (° 15 janvier 1939).
  - Gérard Boulanger, avocat et homme politique français (° 14 octobre 1948).
  - Anthony Bourdain, chef cuisinier américain (° 25 juin 1956).
  - Maria Bueno, joueuse de tennis brésilienne (° 11 octobre 1939).
  - Jean-Daniel Causse, psychanalyste et professeur d’université français (° 18 juin 1962).
  - Freddy Eugen, cycliste sur piste et sur route danois (° 4 février 1941).
  - Eunice Gayson, actrice britannique (° 17 mars 1928).
  - Danny Kirwan, chanteur et guitariste britannique (° 13 mai 1950).
  - Gino Santercole, chanteur, compositeur, guitariste et acteur italien (° 21 novembre 1940).
  - Liu Yichang, écrivain chinois (° 7 décembre 1918).
- 2019 : 
  - Abdel Basset Sarout, footballeur syrien (° 2 janvier 1992).
  - Guy Bois, historien français (° 25 décembre 1934).
  - Jorge Brovetto, homme politique uruguayen (° 14 février 1933).
  - Justin Edinburgh, footballeur puis entraîneur anglais (° 18 décembre 1969).
  - Renée Le Calm dite Madame Renée, actrice française sur le tard devenue centenaire, souvent employée dans des rôles proches de sa propre vie antérieure (° 18 septembre 1918).
  - Andre Matos, chanteur brésilien (° 14 septembre 1971).
- 2020 : 
  - Pierre Nkurunziza, homme politique et enseignant burundais, président de la République du Burundi de 2005 à sa mort (° 18 décembre 1965).
  - Bonnie Pointer (Patricia Eva Pointer dite), chanteuse américaine californienne des "Pointer sisters" en rhythm and blues, disco et soul music (° 11 juillet 1950).
- 2022 : Paula Rego.

## Célébrations

### Internationales
- Journée mondiale de l'océan[8].
- World Brain Tumor Day[9] / « journée internationale des tumeurs au cerveau » créée en 2000 par l'association allemande Deutsche Hirntumorhilfe (en).

### Nationales
- France (Union européenne à zone euro) : 
  - journée nationale d'hommage aux « morts pour la France » en ex-Indochine[10],[11] ;
  - et christianisme comme ci-après : fête et processions / défilés de la rosière à la suite des rosaires mariaux du mois de mai, autour de la Pentecôte (cf. saint-Médard, infra/supra, Sainte Médrine, etc.).
- Île Norfolk (Australie) : Bounty Day / « fête nationale du navire Bounty » en commémoration de l'arrivée des insulaires des îles Pitcairn en 1856 (descendants métissés de marins mutins du/de la "Bounty" de 1789).
- Îles Salomon : fête de la province de Temotu[12].
- Slovénie (Union européenne à zone euro) : célébration du fondateur Primož Trubar de l'Église protestante de Slovénie, unificateur de la langue slovène et auteur du premier livre imprimé en slovène né en 1508 ci-avant[13].

### Religieuse
- Islam : décès du prophète Mahomet  / Mohammed en 632 de l'ère chrétienne ci-avant (date grégorienne en fait mouvante ?).
- Odinisme scandinave : Lindisfarne Day, qui commémore le raid viking sur Lindisfarne en 793.

### Saints des Églises chrétiennes

#### Saints des Églises catholiques et orthodoxes
Référencés ci-après in fine, :
- Calliope († vers 250), jeune Romaine martyre sous Dèce.
- Clodulf († vers 660 ou 697) -« Clodulf de Metz », « Chlodulfe », « Chloud », « Cloudould », « Clou » ou « Cloud »-, 30e évêque de Metz en Lorraine, fils et successeur de saint Arnoul de Metz.
- Eustadiole († vers 644), fondatrice du monastère de Moyen-Moutiers à Bourges en Berry.
- Fortunat (VIe siècle), évêque de Fano dans le Picenum en Italie.
- Genesia (Ve siècle), laïque italienne vénérée dans le Piemont.
- Godard (Ier siècle) -ou « Gildard »-, évêque de Rouen, frère du Picard saint Médard ci-avant et -après.
- Héracle († vers 515 ou 522), évêque de Sens en Bourgogne, qui aurait assisté au baptême de Clovis en la cathédrale de Reims vers 503 ou la Noël 496.
- Maximin d'Aix (Ier siècle), disciple de Jésus-Christ et évangélisateur de la Provence, premier évêque d'Aix-en-Provence.
- Médard de Noyon († vers 556 ou 558), évêque de Vermand près de Saint-Quentin puis évêque de Noyon qui aurait évangélisé le comté de Flandre.
- Syre (IVe siècle ou Ve siècle) -« Syre de Troyes » ou « Syre de Rilly »-, légendaire sœur de saint Fiacre au diocèse de Troyes (une partie de ses reliques serait en l'église Saint-Merry de Paris (4è).
- Théodore († 1024), d'origine grecque, premier évêque de Rostov-sur-le-Don en Russie.
- Tiridate IV († 330), roi d'Arménie qui proclama le christianisme religion de l'État puis fut assassiné.

#### Saints et bienheureux des Églises catholiques
référencés ci-après :

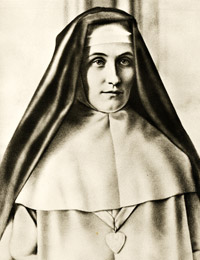
Sœur Marie du Divin Cœur Droste zu Vischering

- Guillaume FitzHerbert († 1154) -ou « Guillaume d'York » ou « Guillaume de Thwayt »-, archevêque d'York, neveu d'un roi d'Angleterre.
- István Sándor († 1953), bienheureux religieux salésien hongrois martyr.
- Jacques Berthieu († 1896), bienheureux, jésuite martyr à Madagascar, fusillé lors de la rébellion menalamba ; fêté aussi le 4 février[16].
- Davy -« Davy de Londres »- († 1537), bienheureux, chartreux anglais, martyrisé à Londres (voir aussi 20 septembre).
- Sœur Marie du Divin Cœur († 1899) -« Maria Droste zu Vischering »-, bienheureuse, noble allemande et mère supérieure du couvent de la Congrégation de Notre-Dame de Charité du Bon-Pasteur à Porto au Portugal (illustrée ci-contre).
- Marie Thérèse Chiramel Mankidyan († 1926), bienheureuse, carmélite fondatrice de la Congrégation des Sœurs de la Sainte Famille en Inde.
- Nicolas de Gesturi († 1958), bienheureux, prêtre capucin.

#### Saints orthodoxes?
Outre les saints œcuméniques voire pré-schismatiques ci-avant, aux dates parfois "juliennes" / orientales ...
- Théophane († 1559 ou 1588), martyr par la main de musulmans à Constantinople.

### Prénoms du jour
Bonne fête aux Médard, Mard, Méda, Médardine, Medardus, Mède (?), Médrine, Merd voire Médéric, Merri, Merry, ou Mériadec et ses variantes dès la veille 7 juin.
Et aussi aux :
- Cloud, Clodoald,
- Godard,
- Maximin et sa variante Mesmin.

## Traditions et superstitions

### Traditions
des rosières de saint-Médard ci-avant.

### Dictons
Saint Médard étant un « saint pluvieux » et le patron des agriculteurs, sa date de fête a suscité de nombreux dictons (de Saint-Médard le parfois pissard).

### Astrologie
Signe du zodiaque : 18e jour du signe astrologique des Gémeaux.

## Toponymie
Les noms de plusieurs voies, places, sites ou édifices de pays ou régions francophones contiennent cette date sous diverses graphies : voir Huit-Juin .